# Athetis funerea
Athetis funerea är en fjärilsart som beskrevs av George Thomas Bethune-Baker 1906. Athetis funerea ingår i släktet Athetis och familjen nattflyn. Inga underarter finns listade i Catalogue of Life.